# Rivière Taschereau (Beauce-Sartigan)
Pour les articles homonymes, voir Taschereau (homonymie).
La rivière Taschereau coule dans la municipalité de Saint-Théophile, dans la municipalité régionale de comté (MRC) de Beauce-Sartigan, dans la région administrative de Chaudière-Appalaches, au Québec, au Canada.

## Géographie
La rivière Taschereau est un affluent de la rive sud de la rivière du Loup, laquelle se déverse sur la rive est de la rivière Chaudière ; cette dernière coule vers le nord pour se déverser sur la rive sud du fleuve Saint-Laurent.
Les principaux bassins versants voisins de la rivière Taschereau sont :
- côté nord : rivière du Loup, ruisseau Oliva, ruisseau Croche ;
- côté est : Lac Bartley, lac de l'Île ;
- côté sud : rivière du Monument ;
- côté ouest : rivière du Monument, rivière du Loup, rivière Chaudière.

La rivière Taschereau prend sa source en zone montagneuse située au nord de la frontière du Comté de Somerset au Maine (États-Unis) et de la MRC de Beauce-Sartigan au Québec (Canada).
À partir de sa source, le cours de la rivière Taschereau coule sur 8,0 km répartis selon les segments suivants :
- 4,9 km vers l'ouest, jusqu'à la route 173 (route du président-Kennedy) ;
- 3,1 km vers le nord-ouest, jusqu'à sa confluence.

La rivière Taschereau se jette sur la rive sud de la rivière du Loup, dans Saint-Théophile. Sa confluence est située à 0,5 km en amont de la confluence du ruisseau Oliva.

## Toponymie
Le toponyme Rivière Taschereau a été officialisé le 5 décembre 1968 à la Commission de toponymie du Québec.